# Джанфранческо Гуарнієрі
Джанфранческо Гуарнієрі, італ. Gianfrancesco Guarnieri (* 6 серпня 1934, Мілан, — † 22 липня 2006, Сан-Паулу) — бразильський актор і драматург італійського походження.

## Біографія

### Особисте життя
Джанфранческо Гуарнієрі народився в Мілані в сім'ї Ельзи і Едоардо Гуарнієрі. Коли йому були три роки, сім'я переїхала з фашистскої Італії до Бразилії. До переїзду в 1953 році до Сан-Паулу, він разом з сім'єю жив в передмісті Ріо-де-Жанейро, де, за його словами, на його майбутнє творчий розвиток надала великий вплив його дівчина Маргарида.
Він був двічі одружений: з 1958 по 1965 роки на журналістці Сесілії Томпсон, а з 1965 року і до своєї смерті — на соціологові Ванії Сантанні. Від першого шлюбу народилося двоє дітей — Паула і Флавіу Гуарнієрі, що продовжили справу батька і що стали акторами. Від другого шлюбу народилося троє дітей — Клаудіу, Фернанду і Маріана.

### Кар'єра
Джанфранческо Гуарнієрі був помітною фігурою в бразильському театральному мистецтві. Його перша п'єса, написана у віці 21 року, «Eles não usam black-tie» («Вони не носять чорні краватки») і поставлена в 1958 році на сцені театра Арена стала першою бразильською п'єсою, що протрималася в репертуарі більше року. Успішна екранізація цієї п'єси в 1981 році, головні ролі в якій виконали він сам і Фернанда Монтенегро, укріпила значущість цієї соціальної драми. Режисер Леон Хірцман отримав спеціальне гран-прі журі, премію ФІПРЕССІ на Венеціанському кінофестивалі в 1982 році за свою роботу над цим фільмом. Гварнієрі є автором понад 20 п'єс, у тому числі і музичних.
Крім театральної роботи, Джанфранчесько Гуарнієрі активно знімався на телебаченні, писав сценарії для телепередач і знімався в кінофільмах. За свою більш ніж сорокалітню кар'єру, він взяв участь більш ніж в 40 телевізійних проектах, знявся більш ніж в 10 кінофільмах.
Відомість і популярність серед телеглядачів йому принесла роль Тоньо-«лунатика» з першої версії телесеріалу «Mulheres de Areia» («Жінки з піску») 1973 року. Останньою роботою стала роль Пеппе в телесеріалі «Belissima» («Беліссіма»).
Він помер 22 липня 2006 року від хронічної ниркової недостатності, після 50 днів госпіталізації. Протягом останніх 5 років лікарі застосовували йому гемодіаліз.

## Премії
- 1965 — премія «Канданго» бразильського кінофестивалю — найкращий сценарій (фільм «Час і випадок Августу Матрага»)
- 1979 — золотою «Кикито» на фестивалі в Грамадо — найкращий актор другого плану (фільм «Провінційний щоденник»)
- 1974 — премія «APCA trophy» — найкращий телевізійний актор (серіал «Жінки з піску»)
- 1982 — премія «APCA trophy» — найкращий актор (фільм «Вони не носять чорні краватки»)